# Płamen Uzunow
Płamen Dimitrow Uzunow, bułg. Пламен Димитров Узунов (ur. 13 kwietnia 1972 w Płowdiwie) – bułgarski policjant i urzędnik państwowy, w 2017 minister spraw wewnętrznych.

## Życiorys
W 1990 ukończył szkołę handlową, a następnie studia licencjackie z zapobiegania przestępczości i ochrony porządku prawnego w Akademii Ministerstwa Spraw Wewnętrznych w Sofii. W 2003 uzyskał magisterium z prawa na Uniwersytecie Płowdiwskim. W latach 1993–2015 zatrudniony w regionalnej delegaturze Ministerstwa Spraw Wewnętrznych w Płowdiwie, od 2013 jako jej dyrektor. Był też m.in. naczelnikiem wydziału, a od 2006 do 2010 kierownikiem wydziału kryminalnego w Płowdiwie. W 2015 odszedł ze służby w stopniu starszego komisarza MSW. Od 2015 wykładał kryminalistykę i działania operacyjno-poszukiwawcze w Wyższej Szkole Bezpieczeństwa i Ekonomii w Płowdiwie. Został członkiem International Police Association.
W styczniu 2017 objął urząd ministra spraw wewnętrznych w technicznym rządzie Ognjana Gerdżikowa, który sprawował do maja tegoż roku. Następnie został doradcą prezydenta Rumena Radewa ds. prawnych i przeciwdziałania korupcji. W 2020 został zatrzymany na 24 godziny pod zarzutem nadużycia władzy przy zamówieniu publicznym. Zatrzymanie to zostało później uznane przez sądy I i II instancji za bezzasadne.

## Życie prywatne
Żonaty, ma dwoje dzieci.